# Осларе
О̀сларе (на сръбски: Осларе или Oslare; на албански: Osllara) е село в Югоизточна Сърбия, Пчински окръг, община Буяновац.

## История
В края на XIX век Осларе е село в Прешевска кааза на Османската империя. Според статистиката на Васил Кънчов от 1900 г. Ослари е населявано от 320 жители българи християни и 230 арнаути мохамедани. Според патриаршеския митрополит Фирмилиан в 1902 година в Осларе има 50 сръбски патриаршистки къщи.

## Население
Албанците в община Буяновац бойкотират проведеното през 2011 г. преброяване на населението.
Според преброяването на населението от 2002 г. селото има 904 жители.

### Етнически състав
Данните за етническия състав на населението са от преброяването през 2002 г.
- албанци – 498 жители
- сърби – 400 жители
- мюсюлмани – 1 жител
- други – 3 жители
- неизвестно – 2 жители